# Shabdiz

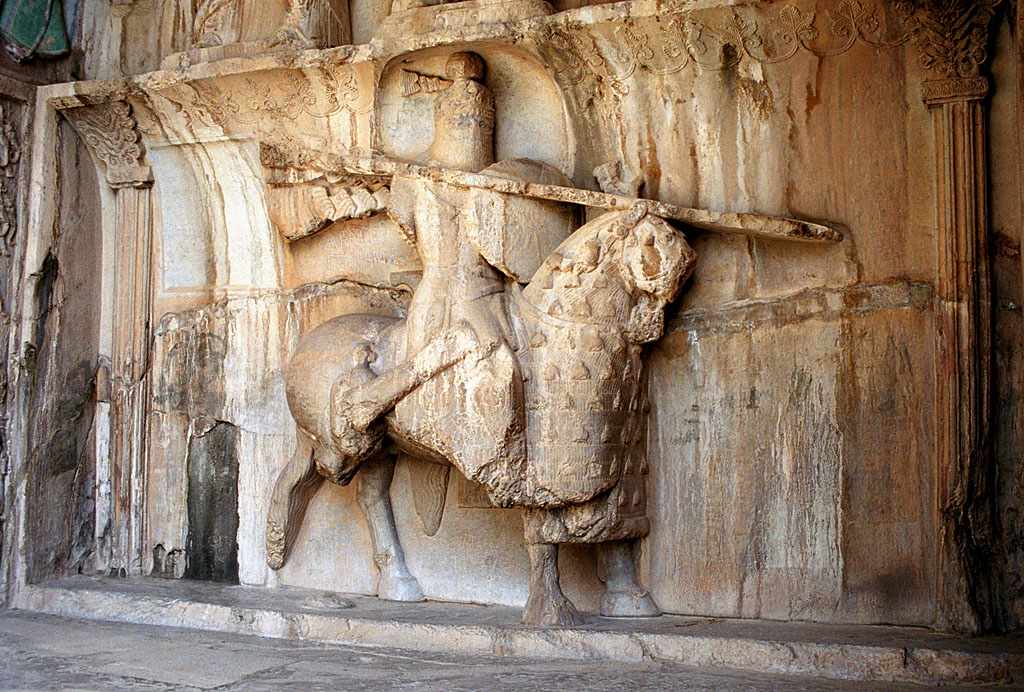
Relieve que representa a Cosroes II montando a caballo.

Shabdiz (en persa: شبديز‎) es el nombre del legendario y amado caballo de Cosroes II (en persa, Khosro Parviz), uno de los más famosos reyes sasánidas del Imperio persa. Su nombre significa «medianoche», y según la antigua literatura persa era conocido por ser el caballo más rápido del mundo. Fue Barbad quien, a través de una canción y potencialmente arriesgando su vida, informó al rey de la muerte de Shabdiz. En la epopeya romántica de Nezamí Ganyaví, Cosroes y Shirin, es el "amado" Shabdiz de Cosroes quien lleva a su futura esposa, Shirin, a su encuentro después de que Shirin se enamora del retrato de Cosroes.